# 이플루오린화 산소
이플루오린화 산소(Oxygen difluoride)는 화학식 OF
2을 갖는 화합물이다. 원자가 껍질 전자쌍 반발 이론(VSEPR 이론)에서 예측한 바에 따르면 이 분자는 물과 비슷한 휘어진 분자기하를 채택한다. 그러나 세기가 센 산화제라는 매우 다른 특성을 보유하고 있다.

## 준비
2 F
2 + 2 NaOH  →  OF
2 + 2 NaF + H
2O

## 반응
OF
2
(aq) + H
2O
(l)  →  2 HF
(aq) + O
2
(g)

## 안전
이플루오린화 산소는 산화의 특성으로 인해 안전하지 않은 기체로 간주된다.